# بيريل غرانت
بيريل غرانت (بالإنجليزية: Beryl Grant)‏ هي ممرضة أسترالية، ولدت في 11 سبتمبر 1921 في سوبياكو ‏ في أستراليا، وتوفيت في 4 نوفمبر 2017 في Balcatta, Western Australia ‏ في أستراليا.